# Егліс Яйма Крус
Егліс Яйма Крус  (ісп. Eglis Yaima Cruz, 12 квітня 1980) — кубинська спортсменка, стрілець, олімпійська медалістка.

## Виступи на Олімпіадах
| Олімпіада  | Дисципліна                                     | Місце |
| ---------- | ---------------------------------------------- | ----- |
| Афіни 2004 | пневматична гвинтівка, 10 м                    | 39    |
| Афіни 2004 | дрібнокаліберна гвинтівка, 50 м, три положення | 20T   |
| Пекін 2008 | пневматична гвинтівка, 10 м                    | 11    |
| Пекін 2008 | дрібнокаліберна гвинтівка, 50 м, три положення | 3     |
| Ріо 2016   | пневматична гвинтівка, 10 м                    | 31    |
| Ріо 2016   | дрібнокаліберна гвинтівка, 50 м, три положення | 10    |